# Jumaytepeque
Jumaytepeque is een stratovulkaan in het departement Santa Rosa in Guatemala. De berg ligt ongeveer zeven kilometer ten noordoosten van de stad Cuilapa en is ongeveer 1815 meter hoog.